# Фёдоровка (Тольятти)

Вид на Федоровку со стороны железной дороги

Фёдоровка — микрорайон в составе Комсомольского района города Тольятти.

## География
Население 3 226 человек (данные на 1 января 2008 г.)
Микрорайон находится на левом берегу реки Волги (Саратовское водохранилище). Несколькими километрами выше по течению расположены плотина и шлюзы Жигулёвской ГЭС.
Железнодорожная станция на линии Самара — Тольятти (по железной дороге расстояние до Самары 88 км, до Тольятти 31 км).
По автомобильной дороге расстояние до Самары 72 км.
Высших и средних профессиональных учебных заведений не имеется.

## История
Фёдоровка основана в 1734 году тайным советником, генерал-лейтенантом Фёдором Васильевичем Наумовым, в честь которого село и получило своё название. По наследству село досталось майору в отставке Николаю Федоровичу Бахметеву, который на свои средства построил в селе каменную церковь, сохранившуюся до сих пор.
Фёдоровка получила статус посёлка городского типа в 1958 году. После образования в ходе муниципальной реформы городского округа Тольятти вошёл в его состав как часть Комсомольского района. Законом Самарской области от 10 июля 2006 года о включении отдельных населенных пунктов в состав городского населенного пункта — города Тольятти Фёдоровка административно вошёл в состав города.
20 марта 2009 года постановлением мэра Тольятти посёлку был присвоен статус микрорайона.

## Население
| 1859  | 1889 | 1897 | 1910 | 1959    | 1970  | 1979  | 1989  | 2002  |
| ----- | ---- | ---- | ---- | ------- | ----- | ----- | ----- | ----- |
| 479   | ↗632 | ↗724 | ↗909 | ↗13 706 | ↘6002 | ↘5937 | ↘2749 | ↗3043 |
| 2008  |      |      |      |         |       |       |       |       |
| ↗3226 |      |      |      |         |       |       |       |       |

## Достопримечательности
Наиболее заметной достопримечательностью Фёдоровки является старая Варваринская церковь 1846 года постройки.